# Struktur (jordbund)
 Denne artikel omhandler Jordbundens struktur. Opslagsordet har også en anden betydning, se Struktur.

Jordbundens struktur er den måde, jordpartiklerne er fordelt mellem hinanden på. Mens jordens tekstur beskriver forholdene ved hjælp af sigtninger, som giver den mængdemæssige fordeling af partiklerne, så drejer strukturen sig om, hvordan disse partikler faktisk er blandet.
Jordstrukturen har stor betydning for jordens dyrkbarhed, for den bestemmer porøsiteten, markkapaciteten og drænevnen. Det giver sig selv, at jorde med et højt indhold af grove partikler (grovsand, grus og sten) vil være meget porøse, men først når man undersøger jordens struktur, får man noget reelt at vide om evnen til at fastholde vand overfor evnen til at bortdræne overflødigt vand.
I Danmark findes der to hovedtyper af jordstruktur: enkeltkornstruktur (med den afvigende form: knoldestruktur) og krummestruktur.

## Enkeltkornstruktur
Det er navnet på en struktur, som består af sammenblandede, men isolerede jordpartikler. Sandet i den hvide klit har udpræget enkeltkornstruktur, fordi den ikke indeholder stoffer, som kan binde de enkelte partikler sammen i større enheder. Den slags stoffer kaldes kolloider, og de har den egenskab, at de bliver geléagtige og klæbende, når de optager vand. I de fleste jordtyper findes der både lerkolloider og humuskolloider.
Når kolloiderne hæfter ioner af f.eks. kalcium eller magnesium på sig, kan disse ioner samtidig hæfte sig til andre kolloider. Det kaldes, at de flokkulerer, og det er en god begyndelse til at få jorden ændret fra enkeltkorn- til krummestruktur. Virkningen kan f.eks. fremkaldes ved kalkning af jorden.
Omvendt kan ioner af f.eks. natrium, kalium eller brint være med til at adskille kolloiderne fra hinanden. Disse ioner omgiver dem nemlig med en hinde, der forhindrer dem i at samles. Man siger, at kolloiderne dispergerer, som det f.eks. sker, når de bliver udsat for vejsalt.

## Krummestruktur
Når kolloiderne er flokkuleret, samles de i små fnug. Disse fnug optager små sandskorn, forskellige organiske stoffer fra nedbrydningen af dødt materiale og tilfældige ioner. Det danner tilsammen de krummer, som har givet strukturtypen navn. Krummerne minder i størrelse og opbygning om små bitte franskbrødskrummer med den elasticitet og porøsitet, som er typisk for det gode brød.
Hvis krummerne skal være stabile, kræves det dog, at de bliver blandet med endnu et stof, nemlig slim fra bakterier og orme. Det er vist ved forsøg, at krummens stabilitet øges med med mere en 25 gange, når jorden rummer disse organismer.
Men en ukyndig eller for voldsom behandling af jorden, når den ikke er "tjenlig", kan slå krummerne i stykker. Hvis en sandjord bliver pløjet om efteråret, så frosten har tid til at virke på de få kolloider, vil den være omdannet til enkeltkornstruktur det følgende forår. Eller hvis man pløjer en lerjord i foråret, bliver den til knolde, som det er fristende at slå i stykker med tromle eller fræser. Desværre virker disse redskaber kun alt for godt: de knuser knoldene, men slår også krummerne i stykker.

## Knoldestruktur
Når jorden ligger hen som hårde knolde, siger man, at den har knoldestruktur. Det er dog ikke nogen egentlig strukturtype, men blot den form, som enkeltkornstruktur får, når den bliver behandlet forkert.